# Dashbalbar, Dornod
Dashbalbar (tiếng Mông Cổ: Дашбалбар) là một sum của tỉnh Dornod tại miền đông Mông Cổ. Vào năm 2009, dân số của sum là 3.246 người và mật độ dân số là 0,37 người/km².

## Địa lý
Sum có diện tích khoảng 8,713 km². Khu vực này chủ yếu có địa hình thấp, và được bao phủ bởi thảo nguyên.
Động vật có mèo hoang, hươu nai, cáo corsac và sói.
Có trữ lượng vàng, chì, wolfram, thiếc, đồng và urani.

### Khí hậu
Dashbalbar có khí hậu cận Bắc cực (Phân loại khí hậu Köppen Dwc) với mùa hè ấm áp và mùa đông lạnh giá. Hầu hết lượng mưa rơi vào mùa hè, với một chút tuyết vào mùa xuân và mùa thu. Mùa đông rất khô.
| Dữ liệu khí hậu của Dashbalbar           | Dữ liệu khí hậu của Dashbalbar | Dữ liệu khí hậu của Dashbalbar | Dữ liệu khí hậu của Dashbalbar | Dữ liệu khí hậu của Dashbalbar | Dữ liệu khí hậu của Dashbalbar | Dữ liệu khí hậu của Dashbalbar | Dữ liệu khí hậu của Dashbalbar | Dữ liệu khí hậu của Dashbalbar | Dữ liệu khí hậu của Dashbalbar | Dữ liệu khí hậu của Dashbalbar | Dữ liệu khí hậu của Dashbalbar | Dữ liệu khí hậu của Dashbalbar | Dữ liệu khí hậu của Dashbalbar |
| Tháng                                    | 1                              | 2                              | 3                              | 4                              | 5                              | 6                              | 7                              | 8                              | 9                              | 10                             | 11                             | 12                             | Năm                            |
| ---------------------------------------- | ------------------------------ | ------------------------------ | ------------------------------ | ------------------------------ | ------------------------------ | ------------------------------ | ------------------------------ | ------------------------------ | ------------------------------ | ------------------------------ | ------------------------------ | ------------------------------ | ------------------------------ |
| Cao kỉ lục °C (°F)                       | −0.1 (31.8)                    | 7.3 (45.1)                     | 19.6 (67.3)                    | 27.5 (81.5)                    | 35.9 (96.6)                    | 37.7 (99.9)                    | 35.8 (96.4)                    | 34.7 (94.5)                    | 30.9 (87.6)                    | 27.1 (80.8)                    | 13.1 (55.6)                    | 5.3 (41.5)                     | 37.7 (99.9)                    |
| Trung bình ngày tối đa °C (°F)           | −13.6 (7.5)                    | −9.3 (15.3)                    | −0.3 (31.5)                    | 9.2 (48.6)                     | 17.6 (63.7)                    | 23.0 (73.4)                    | 24.9 (76.8)                    | 22.7 (72.9)                    | 16.7 (62.1)                    | 8.2 (46.8)                     | −3.0 (26.6)                    | −10.9 (12.4)                   | 7.1 (44.8)                     |
| Trung bình ngày °C (°F)                  | −20.9 (−5.6)                   | −17.9 (−0.2)                   | −8.4 (16.9)                    | 1.4 (34.5)                     | 9.8 (49.6)                     | 16.1 (61.0)                    | 18.6 (65.5)                    | 16.4 (61.5)                    | 9.0 (48.2)                     | 0.4 (32.7)                     | −10.3 (13.5)                   | −17.7 (0.1)                    | −0.3 (31.5)                    |
| Tối thiểu trung bình ngày °C (°F)        | −27.2 (−17.0)                  | −25.2 (−13.4)                  | −16.1 (3.0)                    | −6.2 (20.8)                    | 1.7 (35.1)                     | 8.9 (48.0)                     | 12.7 (54.9)                    | 10.6 (51.1)                    | 3.3 (37.9)                     | −6.0 (21.2)                    | −16.0 (3.2)                    | −23.1 (−9.6)                   | −6.9 (19.6)                    |
| Thấp kỉ lục °C (°F)                      | −38.3 (−36.9)                  | −37.7 (−35.9)                  | −31.4 (−24.5)                  | −21.7 (−7.1)                   | −11.5 (11.3)                   | −1.3 (29.7)                    | 1.7 (35.1)                     | −5.3 (22.5)                    | −11.4 (11.5)                   | −22.2 (−8.0)                   | −34.5 (−30.1)                  | −37.4 (−35.3)                  | −38.3 (−36.9)                  |
| Lượng Giáng thủy trung bình mm (inches)  | 1.9 (0.07)                     | 1.3 (0.05)                     | 2.4 (0.09)                     | 13.2 (0.52)                    | 15.2 (0.60)                    | 48.3 (1.90)                    | 112.6 (4.43)                   | 87.6 (3.45)                    | 32.0 (1.26)                    | 4.7 (0.19)                     | 4.2 (0.17)                     | 2.7 (0.11)                     | 326.1 (12.84)                  |
| Số ngày giáng thủy trung bình (≥ 1.0 mm) | 0.4                            | 0.4                            | 0.9                            | 2.3                            | 4.1                            | 10.9                           | 18.3                           | 17.9                           | 6.4                            | 1.6                            | 1.4                            | 0.8                            | 65.4                           |
| Nguồn: NOAA (1976-1990)                  |                                |                                |                                |                                |                                |                                |                                |                                |                                |                                |                                |                                |                                |

## Kinh tế
Sum có một trường học, một bệnh viện và một trung tâm văn hóa-thương mại.